# Hockey Novara 2007-2008
Questa voce raccoglie le informazioni riguardanti l'Hockey Novara nelle competizioni ufficiali della stagione 2007-2008.

## Maglie e sponsor
Lo sponsor ufficiale per la stagione 2007-2008 fu Redil costruzioni.
| 1ª divisa | 2ª divisa | 3ª divisa |

## Organico

### Giocatori
| N° | Naz.                 | Ruolo | Sportivo              |  |  |  |
| -- | -------------------- | ----- | --------------------- |  |  |  |
|    | Italia (bandiera)    | E     | Pietro Arlone         |  |  |  |
|    | Italia (bandiera)    | E     | Matteo Brusa          |  |  |  |
|    | Italia (bandiera)    | E     | Matteo Ceresa         |  |  |  |
|    | Italia (bandiera)    | E     | Lorenzo Collalti      |  |  |  |
|    | Argentina (bandiera) | E     | Mariano Flores        |  |  |  |
|    | Argentina (bandiera) | E     | Dario Gimenez         |  |  |  |
|    | Italia (bandiera)    | E     | Fabrizio Mastropierro |  |  |  |
|    | Argentina (bandiera) | E     | Fernando Montigel     |  |  |  |
|    | Italia (bandiera)    | P     | Simone Motaran        |  |  |  |
|    | Italia (bandiera)    | P     | Franco Provera        |  |  |  |
|    | Argentina (bandiera) | E     | Ricardo Rodriguez     |  |  |  |

### Staff tecnico
- Allenatore:  Erasmo Marcon